# A malomnak nincsen köve
Az A malomnak nincsen köve kezdetű székely népdalt Bartók Béla gyűjtötte a Maros-Torda vármegyei Jobbágytelkén 1914-ben. Régi stílusú népdal kanásztánc ritmussal.
Feldolgozások:
| Szerző        | Mire                | Mű                                                                                  | Előadás |
| ------------- | ------------------- | ----------------------------------------------------------------------------------- | ------- |
| Horváth Géza  | női kar             | Három népdal, 2. dal                                                                |         |
| Bartók Béla   | ének, zongora       | Húsz magyar népdal, III. sorozat: Vegyes dalok, 6. Panasz                           | [ 2 ]   |
| Bartók Béla   | ének, zenekar       | Öt magyar népdal énekhangra és zenekarra 4. dal: Panasz (Beteg az én rózsám nagyon) | [ 3 ]   |
| Kodály Zoltán | daljáték            | Székely fonó, 9. dal                                                                | [ 4 ]   |
| Ludvig József | ének, gitárakkordok | Kis kacsa fürdik…, 26. oldal                                                        |         |

## Kotta és dallam
| A malomnak nincsen köve, mégis lisztet jár, mégis lisztet jár, tiltják tőlem a rózsámat, mégis hozzám jár, tiltják tőlem a rózsámat, mégis hozzám jár.       | Adsza rózsám a kezedet, forduljunk egyet, forduljunk egyet, aztán menjünk ki a kertbe, hadd szedjünk meggyet, aztán menjünk ki a kertbe, hadd szedjünk meggyet. |
| Beteg az én rózsám, szegény, talán meg is hal, talán meg is hal, ha meg nem hal, kínokat lát, az is nékem baj, ha meg nem hal, kínokat lát, az is nékem baj. | A te francos nyavalyádból adjál nekem is, adjál nekem is, hadd érezzük mind a ketten, érezzem én is, hadd érezzük mind a ketten, érezzem én is.                 |

## Hangnem
A hangnemet illetően nincs egyetértés a források között.
Az egyik forrás szerint a hangnem D moll egy Fisz és három H segédhanggal.
Két másik forrás szerint az első két sor A dór, és csak a második kettő D moll.

## Felvételek
- Népzene, néptánc gyermekjáték: A malomnak nincsen köve (Jobbágytelke, Maros-Torda vm.). www.jgypk.u-szeged.hu (Hozzáférés: 2016. február 9.) Kurzus az óvodapedagógus és a tanító VMT képzésben részt vevő hallgatók számára..[halott link]
- Zongoraiskola I. / 88. Kadosa Pál: Tempo giusto: A malomnak nincsen köve. YouTube (2014. október 18.)  (Hozzáférés: 2016. február 9.) (audió)
- A malomnak nincsen köve ... YouTube (2015. július 20.)  (Hozzáférés: 2016. február 9.) (videó) 2015.02.14 KCSSZ, Országház.
- Szőlőhegyen keresztül_Hej Jancsika, Jancsika_A malomnak nincsen köve_Hej tulipán, tulipán. Szaniszló Piroska  YouTube (2015. június 5.)  (Hozzáférés: 2016. február 9.) (videó) 1'45–2'45.

Feldolgozás:
- A malomnak nincsen köve. Előadja: Régiposta  YouTube (2011. november 16.)  (Hozzáférés: 2016. február 9.) (videó)